# Rhexosporium terrestre
Rhexosporium terrestre är en svampart som beskrevs av Udagawa & Furuya 1977. Rhexosporium terrestre ingår i släktet Rhexosporium, ordningen Sordariales, klassen Sordariomycetes, divisionen sporsäcksvampar och riket svampar.   Inga underarter finns listade i Catalogue of Life.